# Evangelische St. Thomaskirche (Frankfurt am Main)

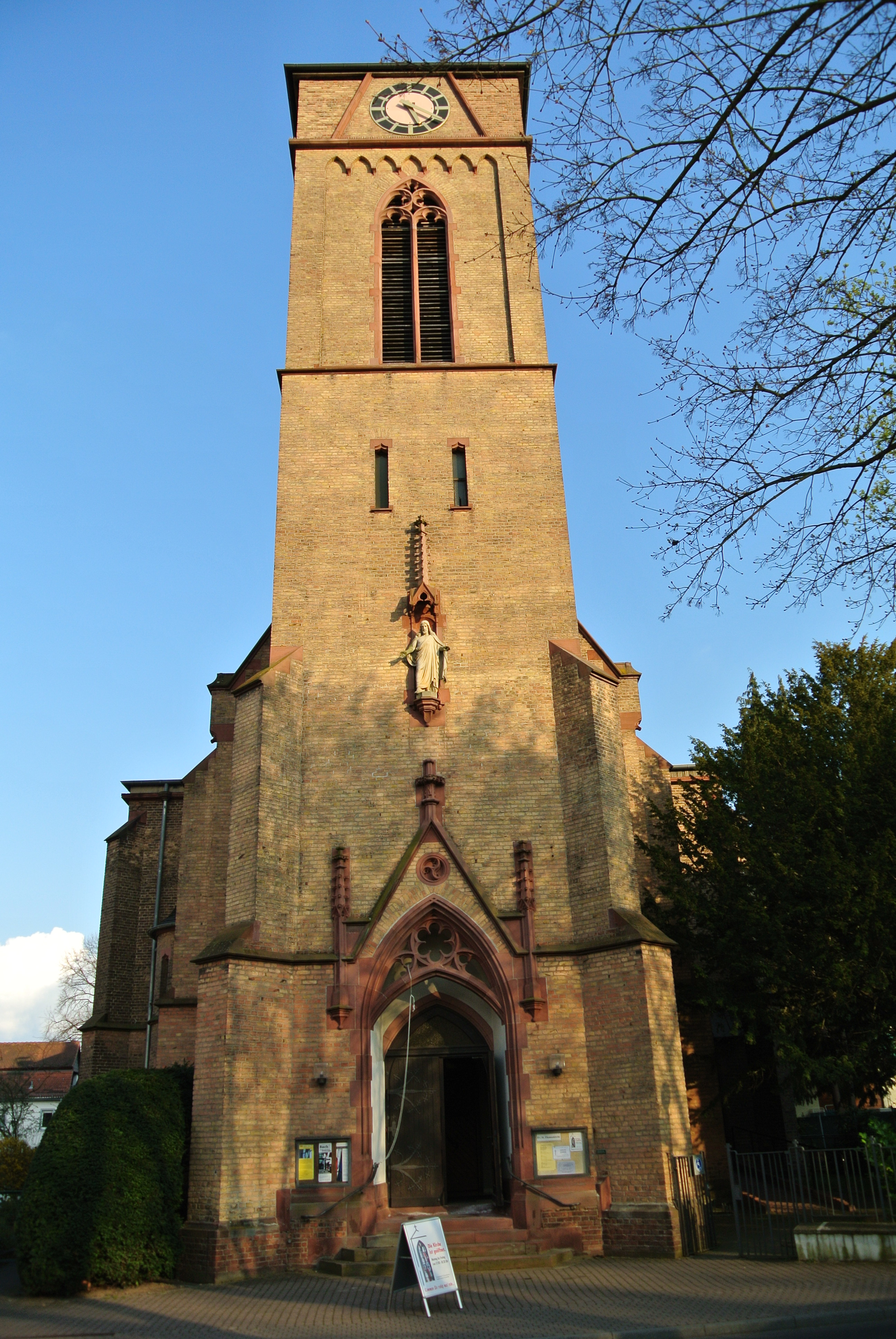
Hauptportal und Glockenturm

Die Evangelische St. Thomaskirche in Heddernheim, einem Stadtteil von Frankfurt am Main, entstand 1898 und ist ein hessisches Kulturdenkmal. Sie gehört zur Evangelischen Kirchengemeinde Frankfurt am Main - Nordwest im Stadtdekanat Frankfurt und Offenbach in der Propstei Rhein-Main der Evangelischen Kirche in Hessen und Nassau.
Die Thomaskantorei, der Chor am Vormittag und das Kammerorchester an St. Thomas  bieten regelmäßig Konzerte und Musikveranstaltung auch für  die Öffentlichkeit.

## Vorgeschichte

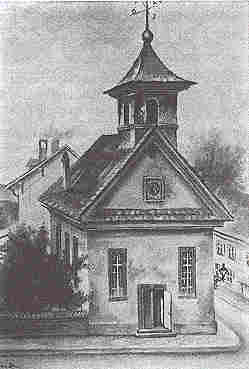
Die alte evangelische Kirche 1821 bis 1873

Im erstmals 1132 erwähnten Dorf Heddernheim gab es eine steinerne Michaelskapelle, die 1512 von den Herren von Praunheim als Privatkapelle errichtet wurde, aber von den Bauern mitbenutzt werden durfte. Sie wurde im Dreißigjährigen Krieg von den Schweden zerstört, die Ruine im 18. Jahrhundert weggeräumt. Die evangelischen Heddernheimer gehörten zunächst zur lutherischen Gemeinde in Praunheim, ehe sie Anfang des 19. Jahrhunderts Eschborn zugeordnet wurden. 1820/1821 wurde eine kleine Kirche an der heutigen Ecke Heddernheimer Landstraße und Heddernheimer Kirchstraße errichtet und am 28. Januar 1821 als Georgs-Kapelle eingeweiht. Der Holzbau war nach siebzig Jahren baufällig und wurde 1893 geschlossen.
Ab 1897 entstand nach einem Entwurf des Wiesbadener Architekten Josef Dormann (1865–1905) mit Mitteln des Gustav-Adolf-Werks eine neue Kirche fünfzig Meter weiter südlich an der Heddernheimer Kirchstraße. Die gegenüber dem Vorgängerbau deutlich größere dreischiffige Basilika im neugotischen Stil wurde am 12. Oktober 1898 eingeweiht. Die Außenfassade besteht aus Sichtmauerwerk, die Backsteine stammten von Ziegeleien der näheren Umgebung.
Bei den Luftangriffen auf Frankfurt am Main im Zweiten Weltkrieg brannte die Kirche am 22. März 1944 bis auf die Mauern nieder, der Glockenturm blieb weitgehend erhalten. Ab 1948 wurde sie nach Plänen des Architekten Ernst Görcke von der Kirchenbauverwaltung wieder aufgebaut, allerdings mit verkleinerter Turmspitze. Ein Jahr später benannte man die Gemeinde nach dem heiligen Thomas. Gegen anfängliche Bedenken des Kirchenpräsidenten Martin Niemöller konnte sich das Sankt durchsetzen. Am 26. Oktober 1950 wurde die  wiedererrichtete Kirche als St. Thomaskirche eingeweiht. 1964 wurde in Verlängerung des linken Seitenschiffs eine Sakristei angebaut.

## Architektur

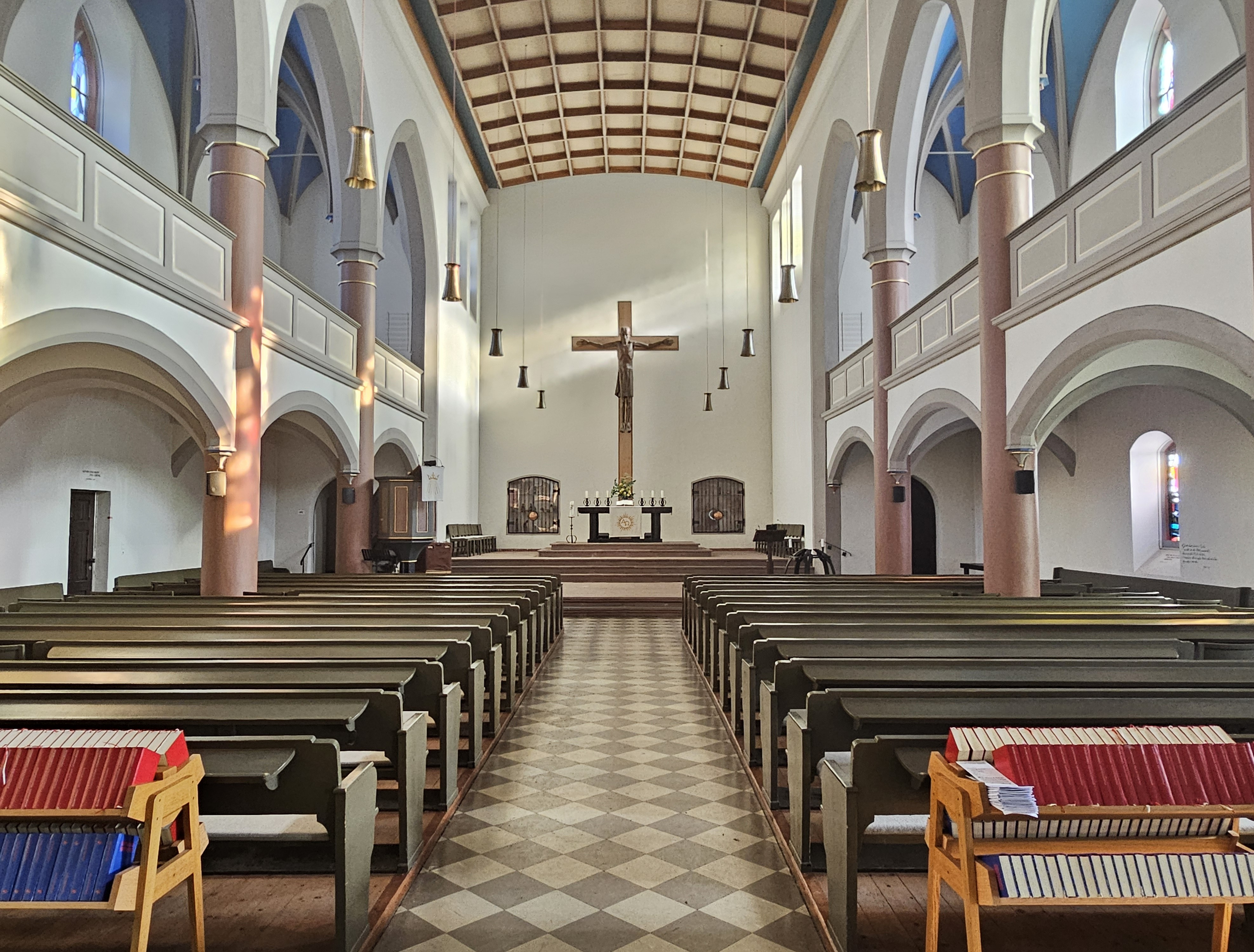
Innenraum

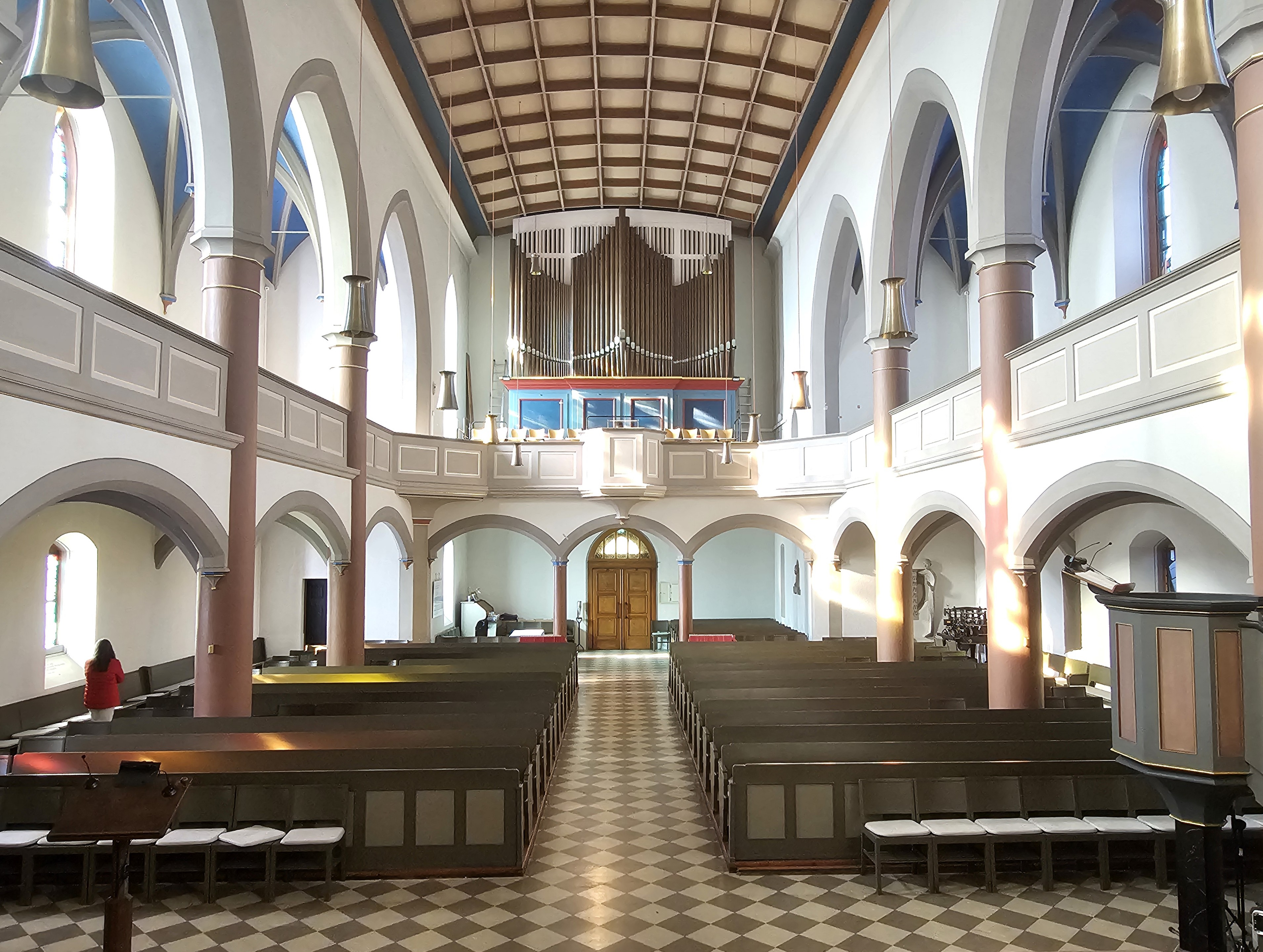
Blick zur Orgel

Aufgrund ihrer Lage an der Heddernheimer Kirchstraße und dem weithin sichtbaren Glockenturm prägt die Thomaskirche das Ortsbild. Teile der 1944 zerstörten Kirche konnten beim Wiederaufbau genutzt werden. Die Umfassungsmauern aus braunem Backstein und die Innenwände blieben weitgehend unverändert. Im Vergleich zum früheren Gebäude fehlen die hohe Turmspitze, die Taufkapelle und die Sakristei, an deren Stelle ein Chorraum geschaffen wurde. Das neugotische Erscheinungsbild blieb ansonsten erhalten. Strebepfeiler betonen die vertikale Fassadengestaltung. Das Maßwerk der Fenster und andere besondere Bau- und Schmuckelemente bestehen aus rotem Sandstein. Das steil geneigte Satteldach ist mit Schiefer gedeckt.
Direkt von der Straße tritt man über einen Vorraum in den dreischiffigen Innenraum. Er ist durch zwei Säulenreihen und die darüber befindlichen Emporen gekennzeichnet. Ihre Anordnung bewirkt, dass das hochaufstrebende Hauptschiff gegenüber den Seitenschiffen deutlich hervortritt. Über den Säulenreihen befinden sich Wände mit großen Öffnungen in Gestalt von Spitzbögen. Sie tragen auch ein Kreuzgratgewölbe, das die Seitenschiffe überdeckt. Das Hauptschiff wird seit 1958 von einer hölzernen Kassettendecke überwölbt. Der Chorraum ist um fünf Stufen erhöht. Die Kanzel wurde im Zuge des Wiederaufbaus an die erste Säule vorn links versetzt. Seit 1950 wird der Chorraum durch eine aus Kupfer getriebene, übergroße Jesusfigur am Kreuz, die von dem Offenbacher Kunstprofessor Eduard Fischer stammt, geprägt.
1958 wurde das große Altarfenster zugemauert, damit der Blick auf die künstlerisch wertvolle Christusfigur nicht gestört wird. Die ehemals einfache Verglasung ersetzte man 1964 durch Buntglasfenster, die nach einem Entwurf von Wolfgang Germroth von Bernd Gossel angefertigt wurden. 1986 restaurierte der Kirchenmaler Karl-Bernd Beierlein den Innenraum. Wände, Säulen und Decken wurden farblich neu gefasst: einzelne Baukörper wurden im Zusammenspiel mit einer traditionellen Farbpalette, bestehend aus Weiß, Lichtgrau, Dunkelblau, Dunkelrot und Gold, akzentuiert.  Die Säulen wurden dunkelrot angelegt und streben zu tiefblauen Kreuzrippengewölben auf. Die Arkaden und Rippen erscheinen in einem warmen Grauton, die Kassetten des Holzwerks auf der Empore sind ebenfalls in verschiedenen lichtgrauen Tönen angelegt und mit einem goldenen Band abgesetzt. Goldene Ringe gliedern die massiven Säulen. Diese Ausmalung von 1986 bildete den Abschluss der 1950 begonnenen Neugestaltung der Kirche.

## Ausstattung
Vor der Altarwand befindet sich ein großes, kupfernes Kruzifix von Eduard Fischer. Den Altar aus Diabas fertigte der Heddernheimer Steinmetzbetrieb Heinrich Knorr. Knud Knudsen schuf für das linke Seitenschiff ein Relief, das an die Toten der Kriege erinnert. Eine Skulpturengruppe aus Eichenholz Die Gemeinde, die in der Chorvitrine aufbewahrt wird, stammt von dem Bildhauer Michael Siebel.

## Glasfenster
Den abstrakt gestalteten Buntglasfenster von Wolfgang Germroth sind Bibelzitate zugeordnet, die auf der Fensterbank zu lesen sind. Fenster Nr. 1–4: linkes Seitenschiff vom Eingang beginnend und Fenster Nr. 5–9: rechtes Seitenschiff am Altar beginnend.
| Nr. | Fenstername                  | Bibelstelle     |
| 1   | Pfingstwunder                | (Joel 3,1 )     |
| 2   | Leiden und Herrlichkeit Jesu | (Eph 1,7 )      |
| 3   | Jesu das Brot des Lebens     | (Joh 6,35 )     |
| 4   | Tauffenster                  | (Mk 16,16 )     |
| 5   | Jesus überwindet den Tod     | (1 Kor 15,55 )  |
| 6   | Das jüngste Gericht          | (Joh 3,18 )     |
| 7   | Jesus in Jerusalem           | (Psalm 118,26 ) |
| 8   | Versuchung Jesu              | (Hebr 4,15 )    |
| 9   | Lobpreis des Herrn           | (Psalm 103,1 )  |

## Orgel

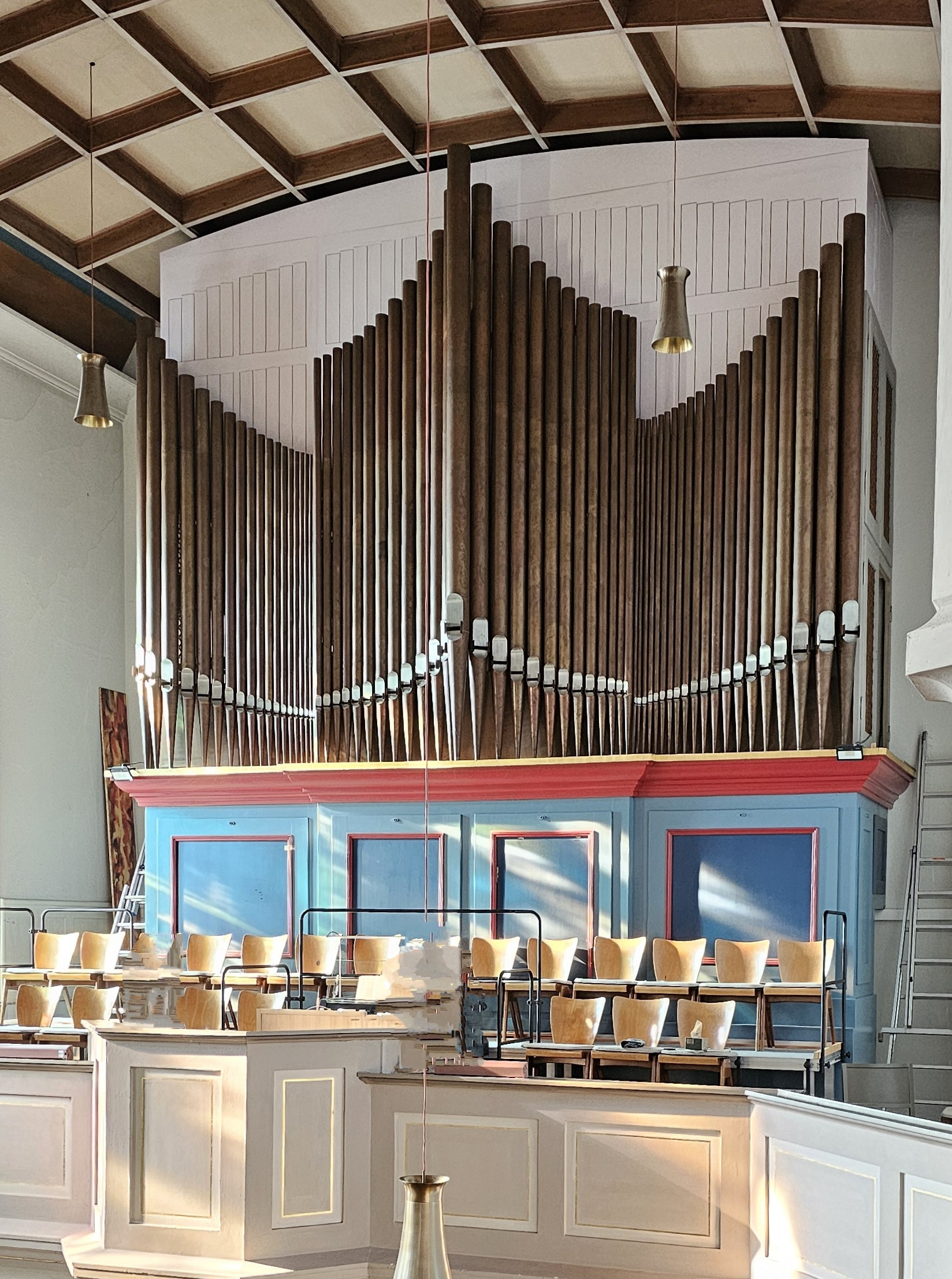
Orgel

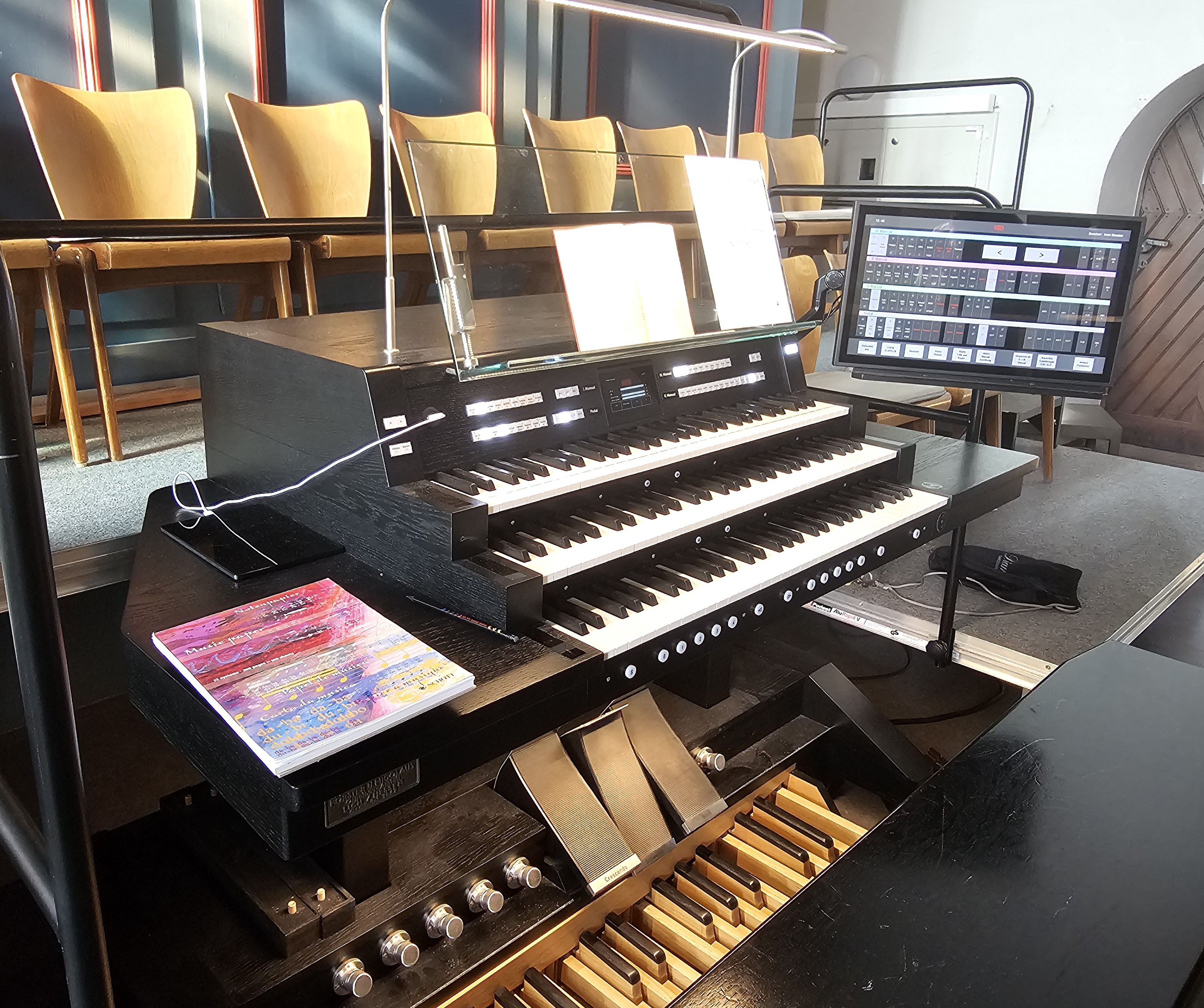
Neuer Spieltisch

Die alte Orgel von 1952 mit 22 Registern und zwei Manualen stammte von Förster & Nicolaus Orgelbau und wurde durch Helmut Walcha eingeweiht, der auch die neobarocke Disposition entwarf. Unter Aufsicht von Kirchenmusiker Tobias Koriath wurde die Orgel 2020 bis 2021 von Förster & Nicolaus saniert, erheblich erweitert und umgebaut. Sie umfasst jetzt unter anderem drei Manuale, Wippmagneten zur Einzelansteuerung und ein Schwellwerk, sodass auch Werke der Romantik besser spielbar sind. Die Disposition lautet wie folgt:
| I Hauptwerk C–c4 |     |
| Bourdon          | 16′ |
| Prinzipal        | 8′  |
| Rohrflöte        | 8′  |
| Oktave           | 4′  |
| Spitzflöte       | 4′  |
| Blockflöte       | 2′  |
| Sesquialter II   |     |
| Mixtur IV–V      |     |
| Trompete         | 8′  |

| II Schwellwerk C–c4  |        |
| Gedackt              | 16′    |
| Holzflöte            | 8′     |
| Geigenprinzipal      | 8′     |
| Schwebung            | 8′     |
| Hohlflöte            | 4′     |
| Fugara               | 4′     |
| Schwebung            | 4′     |
| Großterz             | 3 1⁄5′ |
| Nasard               | 2 ⁄3′  |
| Flageolet            | 2′     |
| Terz                 | 1 3⁄5′ |
| Quinte               | 1 ⁄3′  |
| Fagott               | 16′    |
| Trompette harmonique | 8′     |
| Clairon              | 4′     |
| Tremulant            |        |

| III Oberwerk (schwellbar) C–c4 |     |
| Holzgedackt                    | 8′  |
| Quintade                       | 8′  |
| Prinzipal                      | 4′  |
| Rohrflöte                      | 4′  |
| Prinzipal                      | 2′  |
| Sifflet                        | 1′  |
| Zymbel                         |     |
| Krummhorn                      | 16′ |
| Krummhorn                      | 8′  |

| Pedal C–f1     |     |
| Prinzipalbass  | 16′ |
| Subbass        | 16′ |
| Oktavbass      | 8′  |
| Gedacktbass    | 8′  |
| Rohrgedackt    | 4′  |
| Pedalmixtur IV |     |
| Posaune        | 16′ |
| Trompete       | 8′  |
| Klarine        | 4′  |

- Einzeltonsteuerung, Touchscreen für alle Funktionen, 3 frei belegbare Schwelltritte, 4 frei belegbare Handschweller, Windrossel in allen Werken,            Setzeranlage, Spieltisch höhenverstellbar und midi-fähig

## Glocken
Die Glocken stellte der Bochumer Verein in den Jahren 1921 und 1951 her. Sie klingen in den Tönen:
| Nr. | Nominal | Bezeichnung                                        | Jahr |
| 5   | c2      | Wachet und betet                                   | 1951 |
| 4   | b1      | Singet dem Herrn ein neues Lied, der er tut Wunder | 1921 |
| 3   | g1      | O Land, Land, Land, höre des Herrn Wort            | 1921 |
| 2   | f1      | Wer in der Liebe bleibt, der bleibt in Gott        | 1951 |
| 1   | es1     | Ein feste Burg ist unser Gott                      | 1951 |

## Gemeinde
Die evangelische Gemeinde Heddernheim war seit 1874 selbständig. Ihre Pfarrer waren: 1864–1920 Karl Hartmann, 1921–1929 Hermann Steubing, 1930–1936 Alwin Ufer, 1936–1957 Peter Heinemann, 1957–1973 Kurt Kirmes (1961 Teilung des Pfarrbezirks in einen Ost- und einen Westbezirk), 1961–1977 Kurt Davidson (West), 1973–1987 Hellmuth Martino (Ost), 1978–1984 Horst Ackermann (W.), 1985–2000 Angelika Beck, 1988–1995 Ulrich Schaffert (O.), 1994–2007 Alexander Kaestner, ab 1996 Reiner Dietrich-Zender, 2007–2010 Karl Reinhold, 2010–2012 Sabine Fröhlich, 2015–2020 Anja Harzke.
Zum 1. Januar 2020 fusionierte die Gemeinde mit den benachbarten Gemeinden Dietrich Bonhoeffer, Cantate-Domino (beide Nordweststadt) und Gustav Adolf (Niederursel) zur Evangelischen Kirchengemeinde Frankfurt am Main - Nordwest.

## Galerie

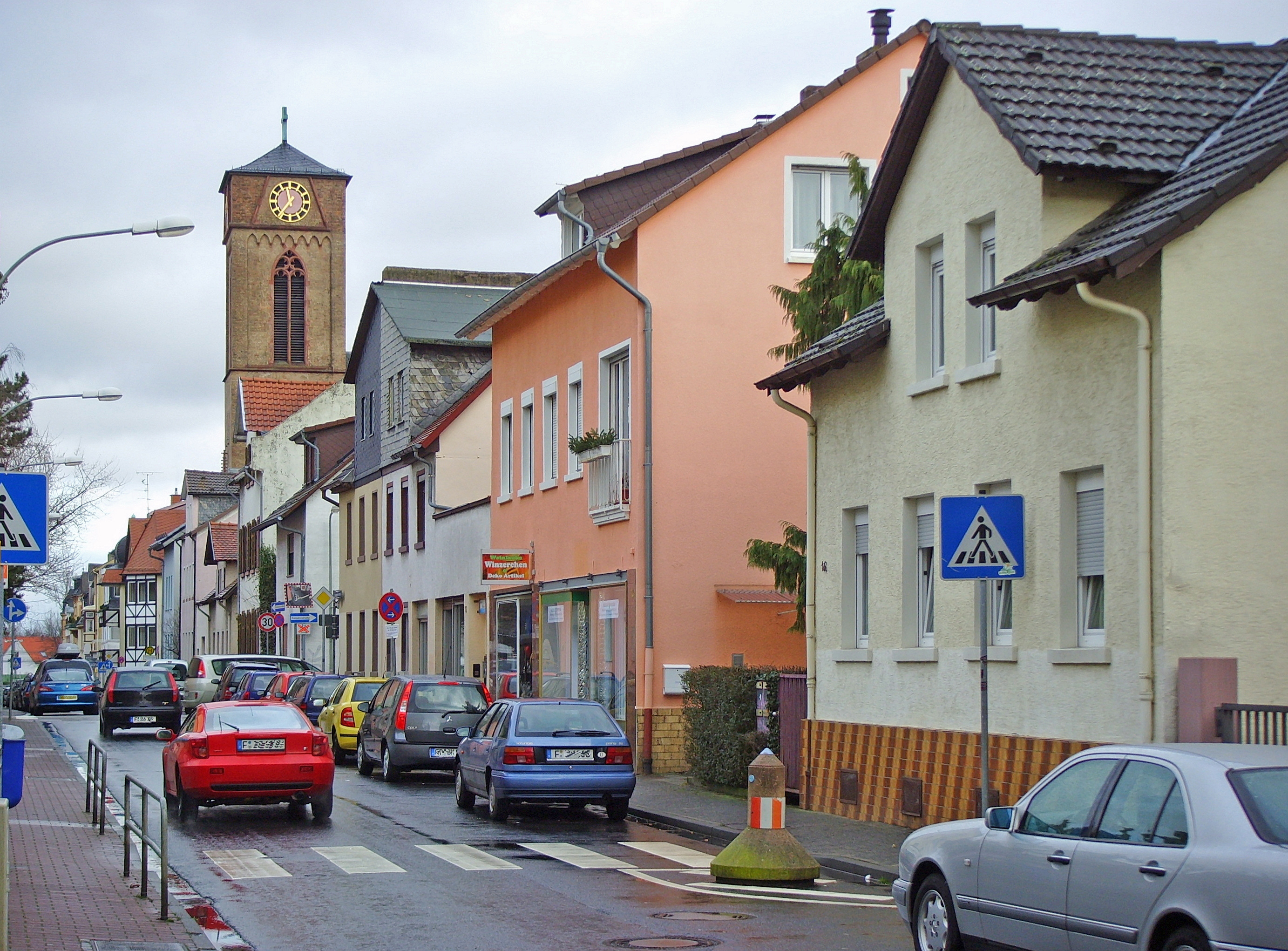
Kirchstraße und Thomaskirche von Süden
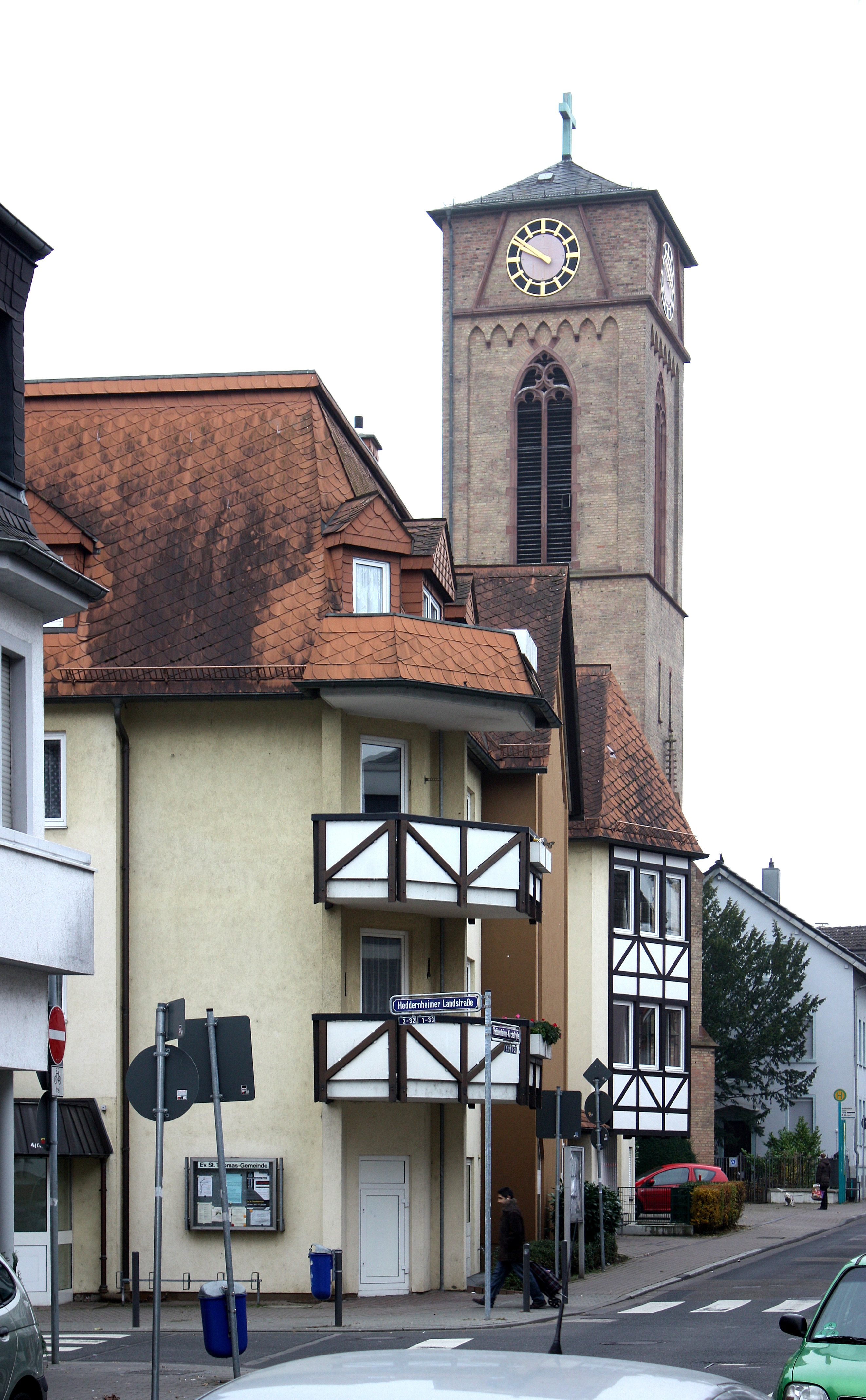
Kirchstraße und Thomaskirche von Norden
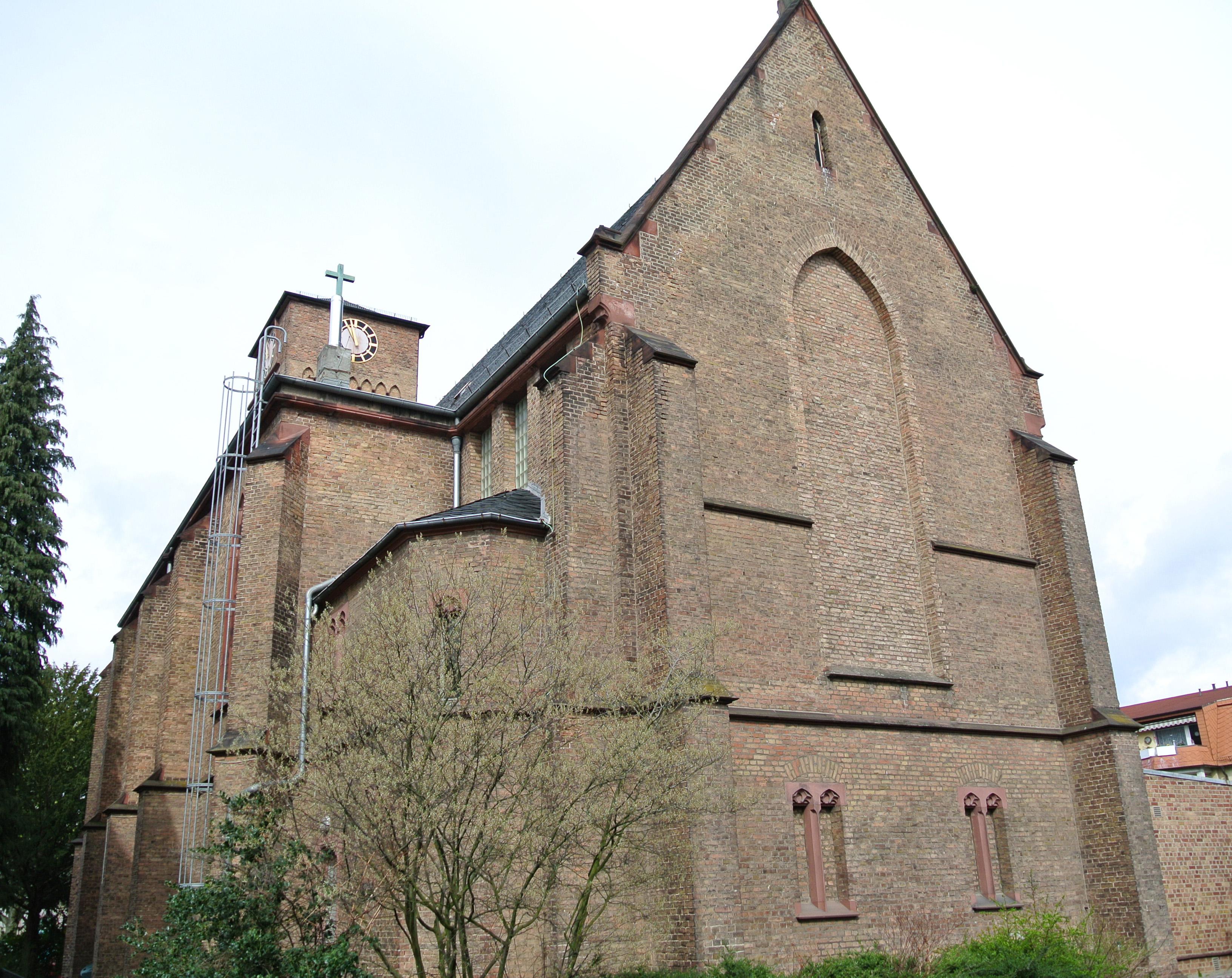
Thomaskirche von Osten